# Lennart Örnberg
Ture Anders Lennart Örnberg, född 30 augusti 1914 på Frösön, död 21 oktober 1999 i Östersund, var en svensk målare, tecknare och dekoratör.
Han var son till banktjänstmannen Wilhelm Örnberg och Mara M Årre. Efter realexamen i Umeå 1923 fick Örnberg anställning som dekoratör vid Nordiska kompaniet i Stockholm, och efter några års tjänst som dekoratör blev han lärare vid NK:s dekorationsskola. Han började måla bildkonst som autodidakt strax före andra världskriget, och när väl freden kom reste han till Paris där han bland annat studerade vid Académie de la Grande Chaumière och vid André Lhotes målarskola 1946–1947. Under sin tid i Frankrike tog han stort intryck av de modernistiska och abstrakta stilformer som växt fram strax före andra världskriget som han gjorde till en egen dekorativ stil med influenser från Fernand Léger, Pablo Picasso och Henri Matisse.
I slutet av 1940-talet flyttade han åter till sin jämtländska hembygd. Separat ställde han bland annat ut i Östersund, och tillsammans med Vidar Bäckman och Torsten Fridh ställde han ut i Örebro. Han medverkade i en rad samlingsutställningar arrangerade av Föreningen för jämtländsk konstkultur, Jämtlands läns konstförening och Östersunds konstklubb. Bland hans offentliga arbeten märks dekorationer i Hede skola och en fondvägg av kakel för ett badhus på Frösön. Örnberg är representerad vid bland annat Jämtlands läns museum.